# Un poisson nommé Fugu
Un poisson nommé Fugu (France) ou Le testament de Homer (Québec) (One Fish, Two Fish, Blowfish, Blue Fish) est le 11e épisode de la saison 2 de la série télévisée d'animation Les Simpson.

## Synopsis
Les Simpson décident d'aller manger dans un restaurant japonais. Le repas se passe bien jusqu'à ce qu'Homer mange un poisson, le fugu, contenant un poison mortel. Il apprend alors qu'il lui reste 24 heures à vivre. Il dresse une liste de choses à faire pour sa dernière journée de vie : avoir une discussion « d'homme à homme » avec Bart, écouter Lisa jouer du saxophone, faire une cassette vidéo pour Maggie, se réconcilier avec son père… Après cette dernière chose qui lui a pris beaucoup de temps, il se dépêche de rentrer chez lui en voiture mais se fait arrêter pour excès de vitesse et est jeté en prison. Finalement, il arrive à sortir de prison grâce à Barney Gumble. Le temps de rentrer chez lui, il arrive à finir sa liste en insultant son patron et en buvant une dernière bière avec ses amis. De retour chez lui, il passe sa dernière nuit avec Marge. Il se réveille en pleine nuit et descend mourir sur le canapé en écoutant la bible en cassette racontée par Larry King. Marge le retrouve le matin en le croyant mort mais elle découvre qu’il est vivant. Il se promet alors de plus profiter du jour présent, mais le dernier plan de l’épisode le montre en train de manger devant sa télévision.